# Eugenio Asello
Flavio Eugenio Asello (in latino Flavius Eugenius Asellus; fl. 468) è stato un senatore romano.
Ricoprì la carica di comes sacrarum largitionum per l'Occidente nel 468; in quell'anno gli fu affidata la custodia di Arvando, un suo amico sottoposto a processo, come attestato in una lettera di Sidonio Apollinare.
In epoca successiva fu nominato praefectus urbi, come dimostrato da un'iscrizione che celebra il restauro di qualche edificio (forse la basilica di San Paolo fuori le Mura, dove l'iscrizione fu trovata in epoca moderna).
La sua residenza era sul Campidoglio.